# 3. ločena jurišna brigada
3. ločena jurišna brigada (ukrajinsko 3-тя окрема штурмова бригада, latinizirano: trytja okrema šturmova brygada) je brigada ukrajinskih kopenskih sil, ki je bila ustanovljena leta 2022.
Brigada je bila ustanovljena z združitvijo enot Azov SSO (enota za posebne operacije), ki so jih ustanovili veterani bataljona Azov. Poveljnik brigade je Andrij Bilecki, ustanovitelj in nekdanji poveljnik bataljona Azov ter nekdanji poslanec Vrhovne rade.

## Zgodovina
Z začetkom ruske invazije na Ukrajino leta 2022 je bila večina enot bataljona Azov v Mariupolu, kjer so bile kmalu oblegane. Zunaj Mariupola so številni nekdanji veterani Azova začeli ustanavljati nove enote, predvsem v Kijevu, Sumiju in Harkovu. Te enote so bile kmalu vključene v Sile za posebne operacije (SSO) oboroženih sil Ukrajine in postale znane kot Azov SSO.
Novembra 2022 so bile vse enote Azov SSO združene v bojno enoto znotraj ukrajinskih kopenskih sil oboroženih sil Ukrajine. Brigada je bila oblikovana kot mobilna, dobro opremljena in usposobljena ter sposobna delovanja tako v obrambi kot v ofenzivi.
24. februarja 2023 je Volodimir Zelenski na slovesnem dogodku brigadi osebno podelil prapor. Njegove barve naj bi »simbolizirale trdnost tradicije ukrajinske državnosti od časov Kijevske Rusije do obdobja kozakov, prvih osvobodilnih bojev v začetku 20. stoletja in sodobnega časa«.
Brigada je sodelovala pri osvoboditvi Hersona in dela Hersonske oblasti na desnem bregu Dnepra ter v Bitki za Bahmut.
12. aprila 2023 je brigada naznanila začetek rekrutiranja novih borcev. Maja 2023 je bila ena izmed prvih, ki je dosegla uspehe v ofenzivah v Kliščivki na območju Bahmuta.
15. septembra 2023 je brigada po več mesecih bojev osvobodila Andrijivko v Donecki oblasti in odbila sledeče ruske protinapade.
General Oleksandr Sirski, poveljnik ukrajinskih kopenskih sil, je Andrijivko in Kliščivko označil za »pomembna elementa ruske obrambne črte Bahmut-Gorlivka«. Instutute for the Study of War (ISW) je ocenil, da bo zavzetje teh območij otežilo rusko obrambo, komunikacije in logistiko.
Februarja 2024 je bila brigada premeščena v Avdijivko, ki ji je grozila obkolitev. Ukrajinske sile so se iz Avdijivke umaknile 17. februarja, 3. ločena jurišna brigada pa je zavzela nove obrambne položaje zahodno od mesta.

## Struktura
Struktura brigade je sledeča (leta 2024):
- -  1. jurišni pehotni bataljon. Poveljnik Petro "Rollo" Horbatenko.
    -  3. jurišna četa

  -  2. jurišni pehotni bataljon. Poveljnik Dmitro Kuharčuk.[18]
    - 1. jurišna četa
      -  Galicijski vod

    - 2. jurišna četa
      -  Vod "Deceptikoni"
      -  Vod "Volčji trop"
      -  Vod "Miron"

    - Izvidniška in jurišna četa "Sršen"

  -  1. mehanizirani pehotni bataljon. Ustanovljen februarja 2022 kot 98. bataljon teritorialne obrambe 'Azov-Dnipro'.
    - 1. četa
    - 2. četa
    - 3. četa
    - Izvidniški vod
    - Brezpilotniška četa "Skupina maščevanje"
    - Oklepna enota. Poveljnik "Maljuk"
    - Ločeni protitankovski vod
    - 1. minometna baterija. 120mm minometi, poveljnik "Bald"
    - 2. minometna baterija. 82mm minometi. Poveljnik "Šamil"
    - Vod za tehnično podporo
    - Bolničarski vod

  -  2. mehanizirani pehotni bataljon. Poveljnik Denis "Var" Sokur.
    - 1. mehanizirana četa
    - 2. mehanizirana četa
      - Enota "Hidra"

    - 3. mehanizirana četa
    - 4. mehanizirana četa
    - Dron skupina "Punk"
    -  Dron skupina "Lumiere"
    - 1. minometna baterija. 120mm minometi
    - 2. minometna baterija. 82mm minometi
    - Vod za tehnično podporo
    - Vod za ognjeno podporo
    - Bolničarski vod

  - Tankovski bataljon
    - 2. oklepna četa
      - Vod št. 4 "Jekleni volkovi"

  - Artilerijski regiment
    -  1. samohodni artilerijski bataljon "Komando Postril"
    - 2. samohodni artilerijski bataljon
    - Večcevni raketometni bataljon
    - Protitankovski bataljon
      -  Izvidniška in udarna dron enota "Fatum"

  - Bataljon za Raketno protiletalsko obrambo
  -  Bataljon za brezpilotne sisteme (ustanovljen februarja 2024)[19]
    - Zračno izvidniška četa "Krila"
    - Dron enota "Over Head"
    - Dron enota "Vitrolom"

  -  Zračno izvidniška enota "Terra"
  - Dron enota "Mosquitos"
  - Ostrostrelski vod "GAR"
  - Obveščevalna četa
  - Inženirski bataljon
  - Logistični bataljon
  - Komunikacijska četa
  - Vzdrževalni bataljon
  - Radarska četa
  -  Bolničarska četa
  - Radiološko, biološko in kemično obrambna četa
  - Orkester brigade